# Дерен (рід)

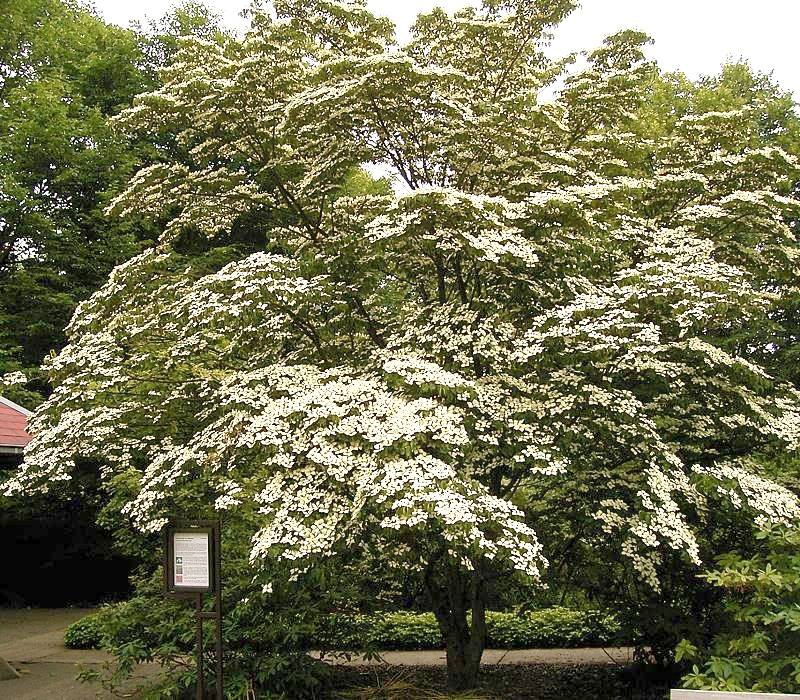
Cornus kousa var. chinensis

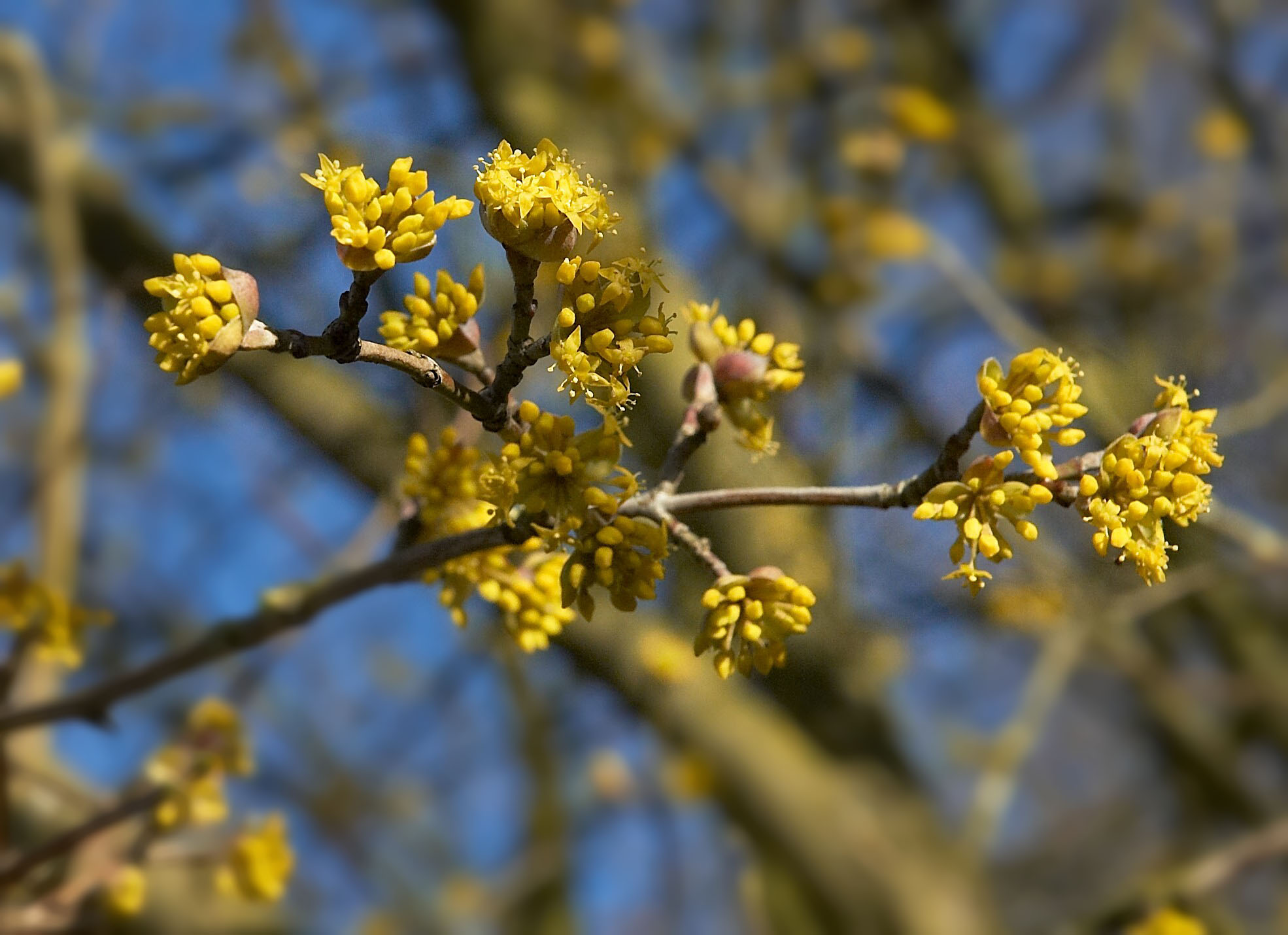
Cornus mas

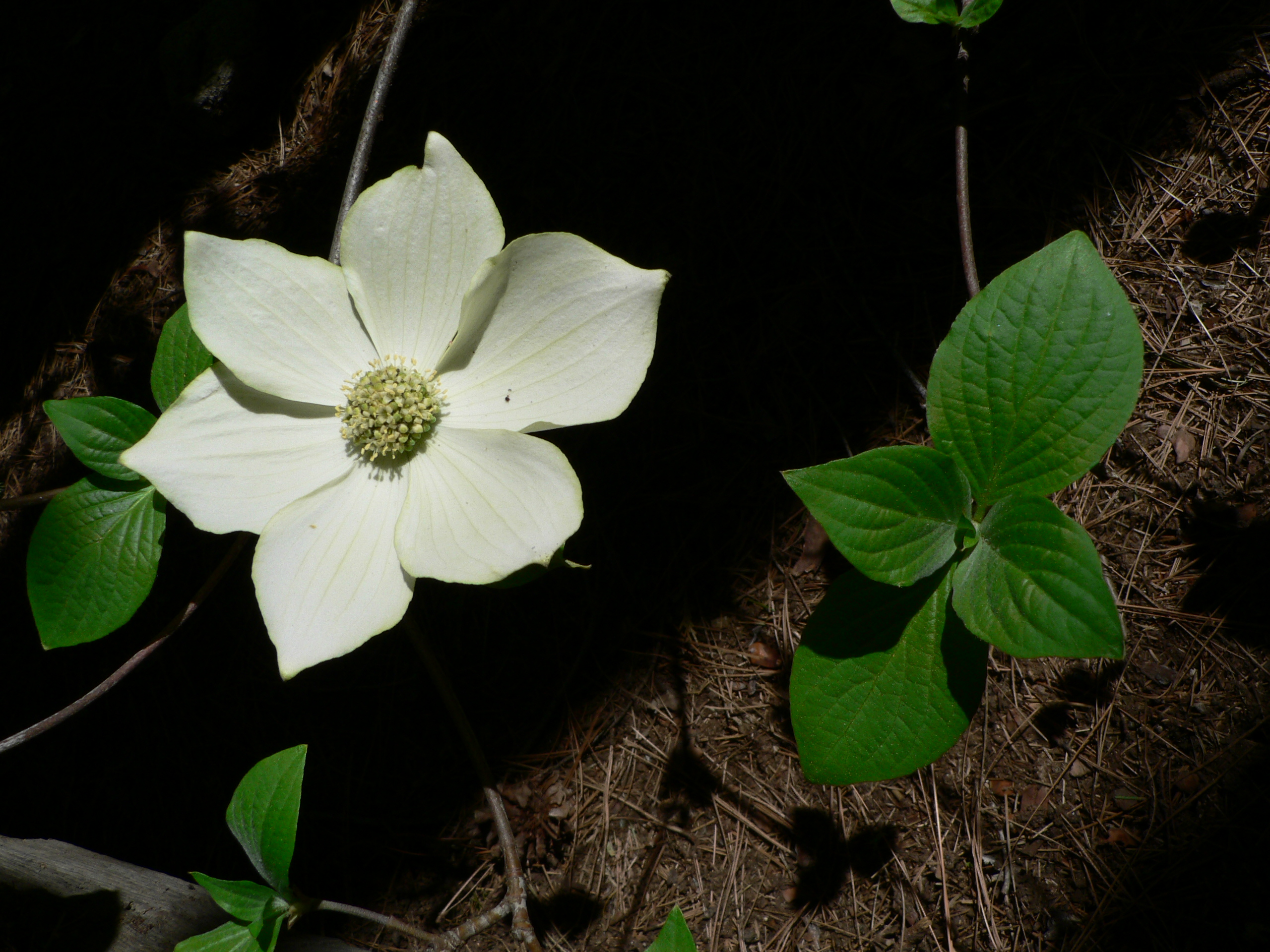
Cornus nuttallii

Дере́н (Cornus) — рід багаторічних рослин родини деренових, об'єднує приблизно 50 видів, які найбільше поширені в Азії й Північній Америці, по кілька видів охоплюють Європу й Центральну Америку, і по одному виду зростає в Африці й Південній Америці. Переважно це листопадні рослини — дерева або чагарники. Деякі види — трав'янисті рослини.

## Ботанічний опис
Більшість видів мають супротивні листки і лише деякі — чергові.
Квітки 4–5-членні.
Плоди у всіх видів — кістянки з однією або двома насінинами. Дозрівають плоди з серпня по жовтень.

## Поширення
Види поширені у Південній та Східній Європі, на Кавказі, у Малій Азії, Японії, Китаї, Північній Америці.

## Використання
Традиційно, як плодову рослину, культивують лише один вид — дерен справжній. Водночас є ще кілька видів, які мають їстівні плоди і перспективні як плодові рослини. Це, передовсім, Cornus officinalis.
Деякі види використовують як ландшафтні рослини: при створенні живоплотів, вільних груп, бордюрів, у оформленні галявин та інших елементів ландшафтних композицій, завдяки рясному цвітінню та плодоношенню, виключній декоративності завдяки квіткам та приквіткам, ранньому цвітінню до розпускання листків (наприклад, у дерену справжнього), яскравому осінньому забарвленню.

## Види
Підрід Yinquania
1. Cornus oblonga
2. Cornus peruviana
Підрід Kraniopsis
3. Cornus alba
4. Cornus amomum
5. Cornus asperifolia
6. Cornus austrosinensis
7. Cornus bretschneideri
8. Cornus darvasica
9. Cornus drummondii
10. Cornus excelsa
11. Cornus foemina
12. Cornus glabrata
13. Cornus hemsleyi
14. Cornus iberica
15. Cornus koehneana
16. Cornus macrophylla
17. Cornus meyeri
18. Cornus obliqua
19. Cornus oligophlebia
20. Cornus papillosa
21. Cornus parviflora
22. Cornus paucinervis
23. Cornus quinquenervis
24. Cornus racemosa
25. Cornus rugosa
26. Cornus sanguinea — дерен-свидина
27. Cornus schindleri
28. Cornus sericea
29. Cornus torreyi
30. Cornus ulotricha
31. Cornus walteri
32. Cornus wilsoniana
Підрід Mesomora
33. Cornus alternifolia
34. Cornus controversa
Підрід Afrocrania
35. Cornus volkensii
Підрід Cornus
36. Cornus eydeana
37. Cornus mas типовий — дерен справжній
38. Cornus officinalis
39. †Cornus piggae
40. Cornus sessilis
Підрід Sinocornus
41. Cornus chinensis
Підрід Discocrania
42. Cornus disciflora
Підрід Cynoxylon
43. Cornus florida
44. Cornus nuttallii — дерен тихоокеанський
Підрід Syncarpea
45. Cornus capitata
46. Cornus hongkongensis
47. Cornus kousa — дерен коуса
48. Cornus multinervosa
49. Cornus sunhangii
Підрід Arctocrania
50. Cornus canadensis
51. Cornus suecica
52. Cornus unalaschkensis
53. Cornus wardiana
Incertae sedis
54. †Cornus clarnensis